# Во, Ивлин
А́ртур И́влин Сент-Джон Во (англ. Arthur Evelyn St. John Waugh [ˈwɔː]; 28 октября 1903, Лондон — 10 апреля 1966, Сомерсет) — английский писатель-романист, автор беллетризованных биографий, путевых заметок и справочников для путешествующих, оставивший, помимо прочего, заметный след в журналистике и литературной критике. Ивлин Во считается одним из тончайших стилистов в английской прозе XX века.

## Биография

### Ранние годы
Артур Ивлин Сент-Джон Во родился 28 октября 1903 года в Лондоне и был вторым сыном известного редактора, издателя и эссеиста Артура Во. Он воспитывался в среде верхушки среднего класса в богатом районе Лондона Хэмпстед, где он посещал школу Хит Маунт. Его старший брат Алек Во (1898—1981) также стал писателем. Как и отец, он получил образование в привилегированной частной школе Шерборн, но Алеку было предложено оставить школу перед окончанием, когда он опубликовал спорный роман «The Loom of Youth», в котором затронул вопрос гомосексуальных отношений между студентами и который был признан опасным для репутации школы Шерборн. В связи с этим заведение отказалось принимать Ивлина, и отец отправил его в Лансингский колледж — мужскую привилегированную частную школу со строгой репутацией, относящуюся к Высокой церкви (одному из ответвлений Англиканской церкви). Изначально это обстоятельство терзало Ивлина, но вскоре он полюбил Лансинг. Несмотря на религиозный фокус Лансинга, он потерял детскую веру и стал агностиком. Во время учёбы Во высмеивал её, особенно школьный кадетский корпус, и основал Клуб трупов (Corpse Club) «для тех, кто устал от жизни», куда помимо 11 членов входили 2 мнимых, в т. ч. второй могильщик из «Гамлета».
После окончания Лансинга он поступил в Хэртфорд-колледж Оксфорда, где изучал историю. Там Во пренебрегал научной работой и был больше известен своими художественными и литературными произведениями. Он участвовал в общественной жизни вместе с эстетствующей молодежью: Гарольдом Актоном, Брайаном Ховардом, Дэвидом Талботом Райсом и другими представителями британской аристократии и высших классов. Его общественная жизнь в Оксфорде позже послужила фоном для некоторых наиболее характерных его произведений.
Результаты заключительных экзаменов квалифицировали Во как специалиста третьей степени. У него не было возможности остаться на дополнительный семестр, который ему требовался, и он покинул Оксфорд в 1924 году без получения степени. В 1925 году он преподавал в частной школе в Уэльсе. В автобиографии Во утверждает, что пытался совершить самоубийство в это время, плавая в море, но повернул назад, будучи ужален медузой. Позже он был уволен с другого преподавательского поста за попытку соблазнить экономку. Отцу он скажет, что был уволен за пьянство.
Вскоре Во был отдан в учение краснодеревщику и в дальнейшем интересовался интарсией. Также он работал журналистом до публикации в 1928 году его первого романа «Упадок и разрушение». Другие последовавшие за этим романы и рассказы в целом были тепло приняты и критиками, и читателями.
Первый брак
В 1928 году Ивлин Во женился на Ивлин Флоренс Маргарет Винфред Гарднер (англ. Evelyn Florence Margaret Winifred Gardner), самой младшей дочери лорда Бургклэр и Леди Винфред Герберт. Друзья называли их «Ивлин-он» и «Ивлин-она». Брак оказался кратким и несчастливым. Измены «Ивлин-её» стали фоном для романа «Пригоршня праха», и «Ивлин-он» не приложил больших усилий, чтобы сделать её счастливой, предпочитая проводить большую часть времени отдельно. Развод последовал в 1930 году.

### 1930-е годы
В 1930 году, во время работы над вторым романом «Мерзкая плоть» Во перешёл в католичество.
Писатель и путешественник
10 октября 1930 года Во, представляющий несколько газет, отбыл в Абиссинию, чтобы освещать коронацию Хайле Селассие. Он описал это событие как «тщательно продуманную пропагандистскую попытку» убедить мир в том, что Абиссиния была цивилизованной нацией, которая скрывала тот факт, что император пришел к власти варварскими средствами. Последующее путешествие по колониям Британской Восточной Африки и Бельгийскому Конго легло в основу двух книг; травелог «Отдаленные люди» (1931) и комический роман «Черное озорство» (1932). Следующая длительная поездка Во зимой 1932—1933 годов была в Британскую Гвиану. (ныне Гайана) в Южной Америке, возможно, путешествие было предпринято для того, чтобы отвлечся от давней и безответной страсти к светской львице Терезе Юнгман. По прибытии в Джорджтаун Во организовал поездку по реке на паровом катере в глубь страны. Он проехал через несколько перевалочных пунктов до Боа-Виста в Бразилии, а затем предпринял сложное сухопутное путешествие обратно в Джорджтаун. Его различные приключения и встречи нашли отражение в двух последующих книгах: рассказе-путешествии «Девяносто два дня» и романе «Пригоршня праха» (оба произведения были опубликованы в 1934 году).
Вернувшись из Южной Америки, Во столкнулся с обвинениями в непристойности и богохульстве со стороны католического журнала «The Tablet», который возражал против пассажей в романе «Черное озорство». Во защищал себя в открытом письме архиепископу Вестминстерскому, кардиналу Фрэнсису Борну, которое осталось неопубликованным до 1980 года. Летом 1934 года он отправился в экспедицию на Шпицберген, опыт, который ему не понравился и который он минимально использовал в литературе. По возвращении, полный решимости написать крупную католическую биографию, в качестве темы он выбрал жизнь иезуита мученика Эдмунда Кэмпиона. Книга, опубликованная в 1935 году, вызвала споры из-за своей откровенной прокатолической, анти-протестантской позиции, но принесла её автору Премию Хоторндена. Во вернулся в Абиссинию в августе 1935 года, чтобы сообщить о начальных этапах Второй итало-абиссинской войны для «Дейли мейл». Во, основываясь на своем предыдущем визите, считал Абиссинию «диким местом, где Муссолини преуспел в укрощении», по словам его коллеги-репортера Уильяма Дидса, Во видел мало военных действий и не может считаться серьезеным корреспондентом. Дидс также отмечал снобизм старшего собрата по перу: «Никто из нас, — пишет он, — не мог вполне соответствовать тому сорту общества, которое он любил держать у себя дома». Однако, перед лицом неминуемых итальянских воздушных атак, Дидс нашел мужество Во «глубоко обнадеживающим». Во описал свой абиссинский опыт в книге «Во в Абиссинии» (1936), которую Роуз Маколей отвергла как «фашистский трактат» из-за её проитальянского тона. Более известным рассказом на эту тему является его роман «Сенсация» (1938), в котором главный герой, Уильям Бут, в общих чертах был основан на Дидсе.
Среди растущего круга друзей Во были Диана Митфорд и Брайан Гиннесс (поклонники романа «Мерзкая плоть»), леди Диана Купер и её муж Дафф Купер, Нэнси Митфорд, которая изначально была подругой Эвелин Гарднер и сестры Бошамп (Лайгон). Во знал Хью Патрика Лайгона в Оксфорде; теперь он был представлен девушкам в их загородном доме Мадресфилд Корт, который стал самым близким местом, который у него был за годы скитаний. В 1933 году, во время круиза по греческим островам, Во был представлен Габриэль Герберт, старшей дочери покойного исследователя Обри Герберта. Когда круиз закончился, Во был приглашен погостить на вилле семьи Герберт в Портофино, где он впервые встретился с 17-летней сестрой Габриэль, Лаурой.
Второй брак
После того как его предыдущий брак был аннулирован церковью, в 1936 году он женился вторично на Лауре Герберт, католичке, дочери Обри Герберта и кузине его первой жены (обе они были внучками Генри Герберта, четвёртого графа Карнарвона). Брак оказался удачным и продолжался до конца его жизни. У Ивлина и Лауры было семеро детей, один ребёнок (дочь Мари) умер в младенчестве. Сын Оберон, названный в честь брата Лауры, пошёл по стопам отца и стал писателем и журналистом.

### В годы Второй мировой войны
Во время Второй мировой войны Во служил в морской пехоте и участвовал в десантной операции в Ливии, получил звание капитана.
В 1944 году И. Во вместе со своим другом майором Рэндольфом Черчиллем отправлен со специальной миссией в Югославию. Офицерам удалось добраться до партизанского штаба Иосипа Броз Тито, где они пережили нападение немецкого десанта в ходе операции вермахта «Ход конём». Провели несколько месяцев в рядах югославских партизан. С помощью советского разведчика К. К. Квашнина оба офицера вернулись в Лондон и представили доклад, где сообщали о деятельности партизанских отрядов под руководством И. Б. Тито.

### Поздние годы
В 1957 году Ивлин написал роман «Испытание Гилберта Пинфолда», основываясь на своих ощущениях, испытанных из-за умственного расстройства во время круиза.

## Творчество
Во известен своими сатирическими романами «Упадок и разрушение» (1928), «Мерзкая плоть» (1930), «Пригоршня праха» (1934), «Незабвенная» (1947), в которых присутствуют свойственные автору элементы «чёрного» юмора. Популярны его серьёзные работы, такие как «Возвращение в Брайдсхед» (1945) и трилогия «Меч почета» («Вооруженные люди» (1952), «Офицеры и джентльмены» (1955), «Безоговорочная капитуляция» (1961)), в которых ясно прослеживаются католические пристрастия автора.
Герои произведений Ивлина Во — это череда карикатурных, порой гротескных, граничащих с абсурдностью портретов «джентльменов» современной ему Англии, от позёров, бездельников, пустомель, мошенников и пройдох до вызывающих сочувственную улыбку истинно порядочных простаков, неизменно пользующихся расположением и симпатиями автора. Литературовед Н. Мельников считает, что «…базовая сюжетная схема большинства довоенных романов писателя: простодушного, неискушенного в жизни молодого человека внезапно затягивает вихрь головокружительных приключений; после целого ряда недоразумений, курьёзных происшествий и трагифарсовых ситуаций он так же неожиданно возвращается в исходное положение, осознав жестокие законы абсурдного мира, в котором царят алчность и предательство».
Во многих своих произведениях Ивлин Во обращается к британской аристократии и высшему обществу, порой жестоко их высмеивая. Кроме того, он автор многих рассказов, трёх биографий, и первого тома незаконченной автобиографии. Его письма, путешествия, обширные дневники и корреспонденция также были изданы.
В поздних произведениях Ивлина Во прослеживается социальный консерватизм, более откровенной становится религиозность.
Романы Ивлина Во и по сей день популярны среди читающей публики: им восхищаются как тонким стилистом и язвительным сатириком, достойным продолжателем великих английских сатириков XVIII и XIX в.: Джонатана Свифта, Тобайаса Смоллета, Уильяма Теккерея.

## Критика
«Он пишет так, что его колкие остроты поражают жертву или пронзают её насквозь, как того требуют обстоятельства. Его перо работает безупречно и быстро. Вы переходите от предложения к предложению, ощущая почти чувственное удовольствие от его умения подобрать точное слово, особую деталь для характеристики человека или места, восхищаясь его замечательным чутьем на все нелепое и смешное» (Джон Хатченс).
«Когда Ивлин Во отказывается от комической условности, столь же важной для его предыдущих вещей, сколь и для драматургов периода реставрации, происходит нечто в той или иной степени разрушительное. В этом более нормальном мире писатель уже не знает, куда идти. Недостаток здравого смысла перестает быть ценным качеством и ставит его в неловкое положение, а творческое воображение, привыкшее в его сатирической прозе временами работать над двухмерной карикатурой, а теперь призванное возбуждать страсти и энергию, рождает лишь романтические фантазии» (Эдмунд Уилсон)
«У Ивлина Во острый глаз, ухватывающий общезначимое в эксцентричном и уникальном. В этом смысле его можно назвать карикатуристом, хотя в своих лучших вещах он производит совсем другое впечатление. Его первые сатирические произведения отмечены Пэковским озорством [Пэк — герой шекспировской комедии „Сон в летнюю ночь“ — прим. переводчика] — здесь в особенности вспоминается его замечательная экстраваганца „Упадок и разрушение“. Теперь, несмотря на все ещё встречающиеся беззаботно-дурашливые эпизоды, сатира Во, несомненно, приобрела мизантропическую окраску, заставляющую вспомнить о Свифте, хотя его презрение вызвано не чувством гадливости к животному началу в человеке, а человеческой ложью, а в последнее время — особенно раздражающей его глупой претенциозностью тех, кто думает, что прекрасно проживёт, игнорируя опыт предыдущих поколений. За любой глубокой сатирой, в дополнение к чувству юмора и кричащему абсурду, скрывается трагическое видение жизни» (Десмонд Маккарти)
«Когда-то я даже воображал себе, что рай — это такая страна, где всякий раз с утренним чаем тебе подают новую книжку Ивлина Во» (Энтони Бёрджесс)

### Романы
- Упадок и крах (в пер. «Упадок и разрушение») / англ. Decline and Fall (1928, ~1979)
- Мерзкая плоть / англ. Vile Bodies (1930, рус. перевод 1973)
- Чёрная напасть / англ. Black Mischief (1932, рус. перевод 1991)
- Пригоршня праха / англ. A Handful of Dust (1934, рус. перевод 1971)
- Сенсация / англ. Scoop (1938, рус.пер. 1992)
- Не жалейте флагов / англ. Put Out More Flags (1942)
- Возвращение в Брайдсхед / англ. Brideshead Revisited (1945)
- Незабвенная / англ. The Loved One (1947, рус. пер. ~1969)
- Елена англ. Helena (1950, рус. пер. ?~2003)
- Любовь среди руин / англ. Love Among the Ruins. A Romance of the Near Future (1953)
- Меч почёта[34] / англ. Sword of Honour — трилогия об армии Великобритании во время ВМВ
  - Вооруженные люди / англ. Men at Arms (1952, рус. перевод 1979; Мемориальная премия Джеймса Тейта Блэка)
  - Офицеры и джентльмены / англ. Officers and Gentlemen (1955, рус. перевод 1979)
  - Безоговорочная капитуляция / англ. Unconditional Surrender (1961, рус. перевод 1979)
- Испытание Гилберта Пинфолда / англ. The Ordeal of Gilbert Pinfold (1957)

### Рассказы
- Коротенький отпуск мистера Лавдэя / Mr Loveday’s Little Outing: And Other Sad Stories (1936)
- Work Suspended: And Other Stories (1943)
- Новая Европа Скотт-Кинга[англ.] (1947, рус. перевод: 2000)
- Selected Works (1977)
- Школьные годы Чарльза Райдера и другие истории / Charles Ryder’s Schooldays: And Other Stories (1982)
- The Complete Short Stories (1997)
- The Complete Stories of Evelyn Waugh (1998)

### Путевые заметки
- Наклейки на чемодане / Labels (1930, рус. перевод 2016)
- Далёкие люди / Remote People (1931)
- Девяносто два дня / Ninety-Two Days (1934)
- Во в Абиссинии / Waugh In Abyssinia (1936)
- Robbery Under Law (1939)
- When The Going Was Good (1946)
- Турист в Африке / A Tourist In Africa (1960, рус. перевод: 2005).

### Документальная проза
- Эдмунд Кэмпион, иезуит и мученик / Saint Edmund Campion: Priest and Martyr (1935)
- Жизнь Рональда Нокса / The Life of the Right Reverend Ronald Knox (1959)
- Россетти, его жизнь и работы / Rossetti: His Life and Works (1928)
- Во в Абиссинии / Waugh in Abyssinia (1936)
- Недоучка / A Little Learning (1964, рус. перевод: 2005)
- Дневники Ивлина Во / The diaries of Evelyn Waugh (1976). Русский перевод А. Ливерганта. М.: Текст, 2013.

## Экранизации
- 1965 — «Незабвенная» / «The Loved One» (США)
- 1970 — «Мерзкая плоть» / «Vile Bodies» (Великобритания)
- 1972 — «Сенсация» / «Scoop» (Великобритания, 7 эпизодов по 30 минут)
- 1981 — «Возвращение в Брайдсхед» / «Brideshead Revisited» (Великобритания, телесериал, 11 серий)
- 1987 — «Сенсация» / «Scoop» (Великобритания)
- 1988 — «Пригоршня праха» / «A Handful of Dust» (Великобритания)
- 1988 — Мультфильм «Пока я не вернусь», Союзмультфильм (по рассказу «На страже»)
- 2001 — «Меч почёта» / «Sword of Honour» (Великобритания, 2 части)
- 2003 — «Золотая молодёжь»[35] / «Bright Young Things» (Великобритания, по роману «Мерзкая плоть»)
- 2006 — «Коротенький отпуск мистера Лавдэя» / «Mr. Loveday’s Little Outing» (Великобритания)
- 2008 — «Возвращение в Брайдсхед» / «Brideshead Revisited» (Великобритания)
- 2017 — «Упадок и разрушение» / «Decline and Fall» (Великобритания, 3 серии)